# Papež Klemen IX.
Papež Klemen IX. (latinsko Clemens IX; rojen kot Giulio Rospigliosi), italijanski rimskokatoliški duhovnik, škof in kardinal, * 28. januar 1600, Pistoia, † 9. december 1669, Rim.
Papež je bil med letoma 1667 in 1669.

## Življenjepis

### Poreklo, mladost in vzgoja
Giulio Rospigliosi se je rodil 18. januarja 1600 v Pistoji v Toskanski nadvojvodini v plemeniti družini: oče je bil Giacomo Rospigliosi, mati pa Caterina Rospigliosi .
Rospigliosijevi so bili rodom iz Milana, od koder so se umaknili v 12. stoletju, najbrž pred Barbarossovim preganjanjem, ter se naselili v toskanskem Lamporecchiu na goratem albanskem pobočju .  Tam so dobili posestvo in gozdove ter si zgradili podeželsko hišo. Kmalu pa so se začeli resno ukvarjati s proizvodnjo in trgovino volne ter se preselili v delavnice v Pistoji; v začetku 14. st. so obogateli. Kot vojaški poveljniki so služili tudi papežema Martinu V. in Pavlu III.; pridobili so plemiški naslov in postali malteški vitezi .
Julij je bil krščen 28. januarja 1600 v cerkvi San Ilario v Pistoji., blizu svoje rojstne hiše, ki jo je njegov oče dobil 1571; nekaj let pozneje so se preselili v palazzo Ammannati, na piazza S. Spirito. Najprej se je šolal v svojem rojstnem kraju; tam mu je podelil nižja cerkvena redova 1609-1610 pistojski škof Del Caccia, a že 16. marca 1614 je odšel v Rim, kjer je študiral književnost in filozofijo v Rimskem semenišču Collegium Romanum, ki so ga vodili jezuiti. 1618 se je napotil na Univerzi v Pisi, kjer je 1623 postal izredni predavatelj modroslovja; naslednje leto je pridobil doktorate iz bogoslovja, modroslovja in prava, ter kot profesor poučeval teologijo do 1625, nakar se je vrnil v Rim, da bi začel cerkveno kariero.

### Umetnik
V šoli Galluzzija  in tovarišev je postal prefinjen latinist, usposobljen za delo v papeški pisarni. Po živem Stefonijevem  zgledu se je prihodnji pisatelj naučil pravil gledališča z versko usmeritvijo. Obenem je kajpada sodeloval na odru z ostalimi semeniščniki z igranjem, petjem in recitiranjem. Če se je v šoli jezuitov rodil človek književnosti in znanosti, se je v šoli Barberinijev oblikoval sposoben uradnik, ki je bil uveden v vse skrivnosti življenja na dvoru in istočasno zmožen vse od začetka spopadanja s težavnimi in zapletenimi vozli evropske politike.  V barberinijski šoli se je izpopolnjeval tudi človek okusa, ljubitelj lepih umetnosti, ki je predvsem vase vsrkaval ta slog prijaznosti in uglajenosti, to vsestranskost, ki je njegovi gospodarji niso mogli spregledati.
1654 je Inocenc X. pod francosko grožnjo pomilostil Barberinije, ki so se vrnili iz Francije v Rim in znova odprli gledališče v palači pri Quattro fontane. Z Dal male il bene (Iz hudega dobro) so začeli “španski krogotok”. Los empeños de un acaso di Calderón kaže na sodobnejšo in učinkovitejšo komedijo, ki se osredotoča na značaje in zaplete. V tem pomenu pozna Barberinijsko gledališče izviren razcvet v povezanosti s Carnevale della Regina, ko so izvajali zmagoslavna praznovanja 1656 v počastitev Kristine Švedske, ki se je leto poprej odpovedala prestolu in prestopila v katoliško Cerkev.

### Škofinkardinal
Julij je tesno sodeloval z Urbanom VIII. (1623–1644) pri Rimski kuriji kot poročevalec (referendarius) v Apostolski signaturi. 14. marca 1644 ga je ta papež imenoval za naslovnega nadškofa Tarsusa. 
25. marca 1644 je zjutraj obhajal svojo novo mašo, v kateri se je posebej spominjal svoje matere in tudi vseh drugih domačih v kapeli pri Mariji Snežni; vsaj na ta način je želel zadovoljiti svoje dolžnosti do njih.
29. marca je prejel škofovsko posvečenje v Vatikanu; 14. julija 1644 je bil imenovan za apostolskega nuncija v Španiji, kjer je služboval do 1653 kolikor dolgo je bilo mogoče, saj Inocenc X. (1644-1655) ni bil naklonjen Barberinijem, katerim je pripadal njegov predhodnik. Postal pa je vikar pri Mariji Snežni v Rimu.
Januarja 1653 je postal uradnik v Rimski kuriji. Aleksander VII. ga je imenoval 9. aprila 1657 za kardinala-duhovnika pri San Sisto Vecchio, kakor tudi za kardinala državnega tajnika od 1655 do 1667.

## Papež

### Ozadjekonklava
Ludvik XIV. je sklenil, da bo Aleksandru VII. - ki ni bil niti malo naklonjen francosko-galikanski politiki -, priskrbel naslednika, ki bo naklonjen Franciji. Ne da bi čakal na smrt vladajočega papeža, je naročil grofu de Lyonne, ki je bil dobro seznanjen z Rimom in kardinalskim zborom, naj poišče med škrlatniki tistega, ki bo najbolj primeren. Izbira ni bila težavna, saj je temu najbolj ustrezal prav kardinal Rospigliosi, s katerim sta bila že dolgoletna znanca. Kralj je to izbiro potrdil in sprejel vrsto ukrepov: najprej so se odnosi med njima ohladili, in postali celo neprijazni – čeprav sta v resnici še naprej ostala tesno povezana. Ta videz je bil tako popoln in tajen, da so se nekateri italijanski kardinali med konklavom bali dati svoj glas Rospigliosiju, da ne bi užalili Francije!
Nadalje se je razvnela razprava za časa devetdnevja med starimi in mladimi kardinali, kje naj potekajo volitve. Mlajši so se nagibali za zborovanje v Kvirinalu, ker so smatrali Vatikan za nezdrav, a vrh tega je Aleksander VII. na Kvirinalskem griču uredil primerne prostore. Starejši škrlatniki pa so menili, da so prestali že toliko volitev, da se niti v Vatikanu ne bodo okužili; zato so se volitve le-tam začele 2. junija 1667.
Prejšnji kardinal-nečak Chigi, čeprav vodja 34 kardinalov, je imel tako malo osebnega vpliva nad njimi, da  jih je pravzaprav le 24 v resnici ubogalo njegove ukaze. Za kandidata je izbral  d'Elcija , ki je bil vljuden, dolgočasen nepomembnež, ki bi rabil veliko močnejšega zavetnika od Chigija, da bi imel kako možnost za uspeh. Neki italijanski prelat je predlagal Rospigliosija Špancem, ki so to lepo sprejeli, saj si je bil Rospigliosi pridobil mnogo prijateljev v Madridu, ko je bil tam nuncij in so menili, da ni naklonjen Francozom.  
Dozdevno se Albizzi  ni menil za Rospgliosija, vendar ga to ni oviralo, da bi ga s svojim glasom ne podprl; saj je imel očitati veliko težje zadeve drugim škrlatnikom, ki so bili v kardinalskem zboru papabiles. Čeprav je ostal do konca nepomirljiv le Corsini  s svojim izrekom, češ da je Rospigliosi bolj pripraven za izdelavo pesmic kot za sestavo bul, so bile volitve soglasne in je bil izvoljen Rospigliosi.
Azzolini v pismu lordu Arlingtonu  opisuje novega papeža takole:
»Klemen IX. je star 67 let, očarljiv in prijazen; njegova presoja je izkušena in zdrava. Je izvrsten glasbenik in razsvetljen pokrovitelj poezije in umetnosti. Nagnjen pa je k srčnim napadom; Francozi so dosegli njegovo izvolitev s spretnostjo, ki nas vse prekaša. Preseneča pa, da niso izvolili mlajšega in bolj živahnega človeka, ki bi svojemu kralju zagotovil trdnejši in daljši vpliv nad Svetim sedežem.« 
Prešerno in s krepkim pretiravanjem pa je pisal francoski poslanik v Pariz: 
“Kralj ni imenoval bolj brezobzirno niti predstojnika trgovske družbe, kot je tokrat imenoval papeža.” 
Ob smrti predhodnika nista oporekali kakemu kandidatu niti Španiji niti Francija, torej je Julijeva izvolitev potekala sorazmerno lahko; saj ga je podprl tudi voditelj neodvisne skupine kardinalov squadra volante, Azzolini. 
20. junija 1667 ga je torej 64 kardinalov, ki so bili takrat navzoči v Rimu, v konklavu izvolilo za papeža. Privzel si je ime Klemen, kar v latinščini pomeni krotek, pohleven, miroljuben, in sicer za druge, ne pa zase – kot je zapisal v svojem geslu, ki je natisnjeno tudi na spominski svetinji. 26. junija istega leta je bil pri Sv. Petru umeščen in kronan, a 3. julija je sprejel v posest Lateransko baziliko.

### Pomirljivo delovanje
Njegovo vladanje je potekalo v duhu sprave in miru. Pojenjale so začasno napete razprave med Svetim sedežem in Cerkvijo na Francoskem, saj pod vplivom galikanizma nekateri škofje niso hoteli obsoditi janzenističnih spisov; začasno je prišlo do premirja, ki ga imenujejo Pax Clementina, ki pa so ga janzenisti sprejeli s figo v žepu.
Posredoval je 1668 med sprtimi stranmi in dosegel, da so 2. maja 1668 v Aix-la-Chapelle podpisale mirovni sporazum Francija, Španija, Anglija in Nizozemska v upanju, da jih bo lahko združil v boju proti Turkom. Skupaj s Francozi in Benečani je nastopil proti njim, vendar padca Krete (6. septembra 1669) – kljub pogumni obrambi – več ni mogel preprečiti.
Bil je resnično dober človek, mirnega in pomirljivega značaja. Med rimskim ljudstvom je bil priljubljen; ne toliko zaradi svoje učenosti in trgovske spretnosti, kolikor zaradi dobrodelnosti in prijaznosti do velikih in malih. Njegova krotkost in velikodušnost se je raztezala na vsa področja. Bil je tako velikodušen do revežev in tako nesebičen, da so ga že za življenja smatrali za svetnika.
Bil je globoko pobožen ter je dal postaviti v Cerkev sv. Petra spovednico, v kateri je več ur dnevno spovedoval. Pogosto je pridigal. Vsak dan je gostil pri svoji mizi dvanajst revežev, ki jim je večkrat on sam stregel. Redno je obiskoval bolnike v Ospedale di san Giovanni. Dvakrat letno se je umaknil v dominikanski samostan Santa Sabina na opravljanje duhovnih vaj.
Povečal je blaginjo z različnimi ukrepi; tako je zmanjšal nekatere pristojbine, druge pa odpravil kot npr. mlinarino (takso na moko); skrbel je  za varnost ter okrepil trgovino in proizvodnjo volne ter omogočil prosto prodajo žita.
Bil je izkušen v cerkveni upravi ter je začel veliko prenovo v uradih Rimske kurije. Prenovil je cerkvene redove ter poživil misijonsko dejavnost na Daljnem vzhodu. Za državnega tajnika je imenoval kardinala Azzolinija, sposobneža in vedeža, ki je gojil globoko ter iskreno prijateljstvo do spreobrnjenke Kristine Švedske.
Nepotizem je prakticiral zmerno in ni dovolil sorodnikom, da bi zavzemali visoke službe, kot je bila tedaj navada, zlasti pri predhodniku. Za kardinala je imenoval nečaka Giacoma, za poveljnika papeške vojske brata Karmela, za poveljnika Angelskega gradu pa nečaka Tomaža.
Podpiral je umetniško dejavnost, zlasti Berninija ter polepšal Rim: dokončal je kolonade pri Sv. Petru, a most pri Angelskem gradu ozaljšal z desetimi lepimi marmornatimi kipi angelov, ki jih lahko še danes občudujemo.

## Dela

### Cerkvene listine
- »Documenta Catholica Omnia« (v latinščini). Cooperatorum Veritatis Societas. Pridobljeno 6. decembra 2011.

#### Cerkvene ustanove
- Z motuproprijem Nos volentes z dne 2. avgusta 1667 je potrdil predpravice članov kardinalskega zbora. Druge smernice je dal v motupropriju Cum a prima z dne 28. februarja 1668.
- Z bulo Romanus Pontifex z dne 6. decembra 1668 je zatrl družbe Canonici di San Giorgio in Alga, Eremiti di San Girolamo iz Fiesol in moško družbo jezuatov iz Pistoje zaradi popuščanja discipline. Ukinjena je bila torej moška družba jezuati, ki jo je utemeljil blaženi Colombini [28], a dovolil je delovanje istoimene ženske družbe jezuatinj; moško vejo je žrtvoval zato, da se ne bi pomešala s cvetočo družbo jezuitov sv. Ignacija.

#### Papeški odloki
- Z bulo z dne 27. julija 1668 je potrdil ženski red ordine della Croce stellata (red zvezdnatega križa),[29],[30] ki ga je ustanovila avstrijska cesarica Eleonora Magdalena [31] po uničujočem požaru 2. februarja 1668 na Hofburgu, v katerem je ostal na čudežen način nepoškodovan košček Kristusovega križa;
- Z brevom In ipsis pontificatus nostri primordiis z dne 6. julija 1669 je papež ustanovil Združbo za urejevanje odpustkov (Congregazione per le indulgenze e le sacre reliquie), ki je 1908 prešla na Sveti Oficij, a 1918 na Apostolsko penitenciarijo.
- Z brevom leta 1667 je papež potrdil pravno in duhovno neodvisnost štirih puščavniških redov kamaldolencev (Ordo Camaldulensium) [32];
- Papež Klemen IX. je potrdil pravila puščavnikov kamaldolencev (Congregazione degli eremiti camaldolesi di Monte Corona) dne 15. oktobra 1669)[33]
- Celostno je obnovil red piaristov [34] z brevom Iniuncti nobis z dne 23. otkobra 1669.
- Katoliške misijone v Siamu, ki jih je ustanovila Družba za zunanje misijone v Parizu,[35] je podredil Apostolskemu vikariatu v Nankingu z brevom Cum civitas Iuthia z dnem 4. junija 1669.

#### Splošne določbe
- 4. februarja 1669 je Klemen IX. z apostolsko konstitucijo In hoc razglasil izredno sveto leto za Francijo, da bi izprosil Božjo pomoč zoper Turke. 6. maja 1669 je zopet razglasil novo izredno sveto leto za Božjo pomoč pri obrambi Dubrovniške republike v boju zoper muslimanske Turke.
- 17. julija 1669 je dal na svetlo bulo Sollicitudo, s katero žuga z izobčenjem tistim misionarjem, ki se ukvarjajo s trgovanjem.
- Na Indeks [36] je dal La Bible de Mons.[37]

#### Cerkveno učiteljstvo
Začasno so pojenjali napeti prepiri med Svetim sedežem in Cerkvijo na Francoskem, saj 5 škofov pod vplivom galikanizma ni hotelo obsoditi janzenističnih spisov; začasno je prišlo torej do premirja.. Klemen IX. se je zadovoljil z uradno izjavo in je izdal bulo Venerabilis Frater z dne 19. januarja 1669, poznano kot Pax Clementina.

#### Bogoslužne določbe
- Klemen IX. je spodbudil obhajanje praznika Marijinega brezmadežnega spočetja ter 1667 določil, da ima praznik tudi bogoslužno osmino[40].
- Prednik Aleksander VII. je modro dovolil jezuitskim misionarjem uporabo kitajskega obreda in jezika; Klemen IX. pa je prilagoditve preklical z odlokom z dne 20. novembra 1669.
- Papež je spodbujal armenske vernike, ki so se zedinili z Rimom, naj opustijo armenski obred in sprejmejo rimskega z latinščino.[41].

### Književnost

#### Libretizaopere
Rospigliosi je bil priznan umetnik-književnik, ki je pisal pesmi, drame in librete; 1637 je napisal libreto za prvo šaljivo opero (komično opero) Chi soffre, speri.
Bil je tudi pokrovitelj slikarja Poussina, kateremu je napisal glasbo in koreografijo za A Dance to the Music of Time. 
Obstaja kompozicijska študija iz 1638 kot pripravljalna risba za Poussinovo sliko Ples k sodobni glasbi, v Wallaceovi zbirki v Londonu. Sliko je naročil kardinal Giulio Rospigliosi, ki je kasneje postal papež Klemen IX. Po Belloriju je Rospigliosi določil vsebino za to "moralno pesem", ki je alegorija o bogastvu in poteku človeškega življenja, v katerem plesalci poosebljajo revščino, delo, bogastvo in užitek.
Libreti Julija Rospigliosija, razen Chi soffre speri , so še vsi neizdani in se nahajajo v izvirnih partiturah.
Melodrame
- Il Sant'Alessio (glasba Stefano Landi, scenografija Gian Lorenzo Bernini, prvi nastop 8. marca 1631[47]);
- Erminia sul Giordano (navdihnjena od Gerusalemme liberata - Osvobojeni Jeruzalem, je bila odigrana v Palazzo Barberini leta 1633);
- Didimo e Teodora (1635);
- Egisto ali Chi soffre speri (uprizorjane 1637 tudi ona v Palazzo Barberini; je bila ena od prvih glasbenih veseloiger laškega gledališča);
- Il San Bonifazio (1638);
- La Genoinda (1641);
- Il palazzo incantato d'Atalante (1642);
- Il Sant'Eustachio (1643);
- Dal male il bene (1654, prva lirična opera s šaljivo vsebino in uporabo čiste recitacije);
- La vita humana (1655);
- L'armi e gli amori (1656);
- La comica del Cielo.

Drame
- La Datira;
- L'Adrasto (attribuzione);
- La Sofronia.

Proza
- Chori militares;
- [Discorso] dello scorruccio;
- Discorso sull'"Elettione".

Oratoriji
- Isacco e Gioseffo

Kantate
- Il Lamento d'Arione

## Smrt in spomin

### Smrt
V noči od 25. na 26. oktober 1669 je Klemen pretrpel napad možganske kapi, od katerega si je hitro opomogel; toda v noči med 28. in 29. novembrom se je napad ponovil in tako je umrl od mrtvouda 9. decembra 1669 v Kvirinalski palači. Poročila pravijo, da mu je počilo srce od žalosti nad izgubo Kandije (Krete), ki so jo zasedli Turki.

### Pogreb in napis
Najprej so ga pokopali v Baziliki sv. Petra. 1680 pa so njegove ostanke prenesli k Mariji Snežni in jih pokopali pod glavno ladjo.
Na predhodnem Pustu so zadnjič uprizorili njegovo melodramo La Baldassara (ali La comica del cielo). Tudi ta spevoigra je bila posneta po španskem resničnem dogodku: po hrupnem spreobrnjenju neke uspešne igralke, izgubljene ženske, k življenju pobožnosti in pokore. Tudi tukaj sledimo razpletu, ki je tako drag Rospigliosiju, k poti v svetost: nepovratna izbira Božjega klica, ločitev od ljubih oseb, skušnjave „nasprotnika” ter zapeljivosti „prepada”, a končno pobožanstvenje z rajskimi besedami, ki bi bile kaj primerne za njegov epigraf:
| La comica del Cielo                                                                                               | Nebeška veseloigra                                                                                                  |
| --- | --- |
| Del Paradiso ecco i teatri aperti: Venga da' suoi deserti, Dall'orrore e dal gelo A trionfar la Comica del Cielo! | Glej iz nebes odprta gledališča: Pridi iz svojih puščav, Od strahote in zmrzline, V zmagoslavje nebeške veseloigre! |

Za nagrobnik papežu Klemenu IX. je – po njegovi želji – napravil načrt Manni , uresničil pa Rainaldi. Papež je delo Guidija, Vera Fancellija, Ljubezen pa delo Ferrata. 
Nagrobnik v Baziliki Marije Snežne je bil končan 1671, a Klemen X. je dal vklesati sledeči nagrobni napis: 
| Epitaphius (latinski izvirnik) | Nagrobni napis (slovenski prevod) |
| --- | --- |
| CLEMENTIS IX AETERNAE MEMORIAE PONTIFICIS MAGNI CINERES NE ABSQUE ULLO SEPULCRALI HONORE SICUT IPSE IUSSERAT HUMI LATERENT CLEMENS X PONT MAX BENEFACTORI SUO ET OB SPECTATUM FIDEI ZELUM OB EGREGIAM ERGA OMNES BENEFICIENTIAM ET CHARITATEM DE RE CHRISTIANA OPTIME MERITO GRATI ANIMI MONUMENTO POSUIT ANNO MDCLXXI | Pepel velikega duhovnika Klemena IX. večnega spomina. Da ne bi njegovi zemeljski ostanki ležali brez kakršnekoli pogrebne časti – čeprav je namreč tako sam ukazal –, je vrhovni mostograditelj Klemen X. svojemu dobrotniku, ob upoštevanju njegove verske gorečnosti ter zavoljo odlične ljubeznivosti in dobrodelnosti, izredno zaslužnemu za krščansko stvar, hvaležno postavil spomenik leta 1671. |

### Ocena
- Klemen IX. ni bil papež, ki bi za seboj pustil globoko sled. Ni je mogel v poltretjem letu, saj je njegovo papeževanje oviralo krhko zdravje. Sodobniki poudarjajo njegovo delovanje v kuriji med pontifikati predhodnikov in še posebej njegovo živo navzočnost v prelomnem času omike Rimskega baroka. S tega vidika je bil Julij Rospigliosi eden najsijajnejših dejavnikov skoraj skozi celo tridesetletje. Čeprav je njegovo delo ostalo skoraj v celoti neizdano vse do pred nekaj leti, ko smo leta 2000 obhajali 400-letnico njegovega rojstva, ni dvoma, da je treba v Juliju pripoznati enega od najboljših italijanskih libretistov in vodilnega ustvarjalca rimske melodrame v Seicentu; odločilno in določilno je prispeval k njenim okusom in usmeritvam.[14]
- Po dolgem času je bil Klemen IX., ki je slovel po splošni nravni čistosti, srčni dobroti in zmernosti, prvi papež, ki je v naklonjenosti do svojih nečakov zares držal pravo mero. Prelomil je tudi z navado, da bi ob nastopu službe zamenjal uslužbence; če izvzamemo nekaj malega položajev, je zadržal vse uslužbence, kot jih je zatekel.[24]

#### Sydus olorum
Malahijeva prerokba pravi o njem, da je Labodja zvezda (latinsko Sydus olorum; francosko Astre des cygnes). Obstaja sicer italijanska družina z grbom, ki predstavlja gosko z zvezdami, toda ta nima zveze s Klemenom IX. Imel pa je ta papež med konklavom sobo, ki se je imenovala Gosja soba.